# Марк Мецій Меммій Фурій Бабурій Цециліан Плацид
Марк Мецій Меммій Фурій Бабурій Цециліан Плацид (*Marcus Maecius Memmius Furius Baburius Caecilianus Placidus, д/н — після 347) — державний діяч Римської імперії.

## Життєпис
Походив з патриціанського роду Мемміїв. Нащадок Гая Меммія Цециліана Плацида. Першою відомою його посадою є коректор (намісник) провінції Венетія і Істрія, яку він обіймав за часів імператора Костянтина I. На початку панування (337/339 роки) імператора Константа стає префектом анони. Невдовзі отримує титул comes ordini primi та призначається призначив його суддею, який діє від імені імператора в розгляді фінансових справ.
У 340 році стає комітом Сходу. У 342—344 роках обіймав посаду префекта преторія. 343 року призначено консулом (разом з Флавієм Ромулом). У 343—345 роках був преторіанським префектом Італії. У 346—347 роках обіймав посаду міського префекта Риму. Подальша доля невідома.
Ймовірно, був поганином, оскільки протягом життя був членом колегій понтифіків, авгурів і квіндецемвірів священнодійств. Навіть став старшим потифіком.